# 10191 Scottbolton
10191 Scottbolton è un asteroide della fascia principale. Scoperto nel 1996, presenta un'orbita caratterizzata da un semiasse maggiore pari a 2,678030 UA e da un'eccentricità di 0,057171, inclinata di 10,193270ª rispetto all'eclittica. Ha un diametro di 12,283 km, Ha un periodo di rotazione di 14,276 ore e un'albedo di 0,074.